# Marcela Fernández Barreneche
Marcela Fernández Barreneche (Medellín, 1990) es una guía de montaña y activista colombiana que fundó la ONG Cumbres Blancas. Mediante expediciones científicas, con un equipo de alpinistas, fotógrafos, científicos y artistas, supervisa los cambios y desarrolla formas creativas para evitar la pérdida de los glaciares.

## Trayectoria
Fundó la organización ambiental Cumbres Blancas. Partiendo de la base de que la nieve es el alimento del glaciar decidió actuar para que nieve más en Colombia y la temperatura no sea tan cálida. Además de los hábitos y las leyes también se puede actuar restaurando ecosistemas, sembrando frailejones y páramo en viveros para acelerar su crecimiento y que acaben favoreciendo la generación de niebla.
En 2021 publicó un libro con información y fotografías de los glaciares colombianos. En él, describe los nombres ancestrales de cada uno de los seis glaciares existentes, además de presentar a modo de conclusión las causas de su deshielo y las opciones que tienen los ciudadanos para paliarlo y proteger los ecosistemas que hay alrededor del páramo y bosque en los Andes.

## Reconocimientos
En 2023, fue incluida en la lista de las 100 mujeres más influyentes del año por la BBCpor su labor creando conciencia sobre el rápido deterioro de los glaciares y realizar monitorización del proceso.